# Kefalotus
Kefalotus (lat. Cephalotus nom. cons.), monotipski biljni rod koji čini samostalnu porodicu Cephalotaceae, dio reda Ceceljolike (Oxalidales). Jedina vrsta je trajnica C. follicularis, australski endem iz krajnjeg jugozapada Zapadne Australije.
Kefalotus je malena insektivorna mesožderka. Naraste do 20 cm. visine.

## Opis
Porodica Cephalotaceae ima samo jedan rod s jednom vrstom, “zapadnoaustralsku biljku vrč” (Cephalotus follicularis). To je mala višegodišnja zeljasta biljka porijeklom iz vlažnih pješčanih ili močvarnih terena u jugozapadnoj Australiji. Za razliku od većine drugih biljaka u vrčevima, ona ima "tradicionalno" lišće uz svoje zamke. Njegovi kratki zeleni vrčevi zaštićeni su dlakavim poklopcem s crvenim i bijelim prugama koji sprječava da kiša ispuni zamku i privuče plijen. S obzirom na ograničeni raspon i opasnost od gubitka staništa, vrsta je navedena kao ranjiva na Crvenom popisu ugroženih vrsta IUCN-a.

## Sinonimi
Nema. 

## Galerija
- Cephalotus follicularis
- Cephalotus follicularis
- Cephalotus follicularis